# Hindouisme au Sri Lanka
L'Hindouisme au Sri Lanka est la 2e religion du Sri Lanka, et représente entre 10 et 15% de la population du pays.
Elle est pratiquée presque exclusivement par les Tamouls de l'île, la majorité cingalaise étant principalement bouddhiste Theravāda. Seule la religion chrétienne est partagées par les 2 ethnies de façon significative.
La majorité des hindouistes de l'île suivent l'école Shaiva Siddhanta du Shivaïsme ; une minorité se réclame de la branche Shaktisme.

## Histoire

### Origines légendaires
Les premières références écrites de l'hindouisme au Sri Lanka se trouve dans les écrits Ramayana, une épopée mythologique de langue sanskrit. 
L'ile de Ceylan était alors dirigé par le dieu de la richesse Kubera. Le trône a alors été usurpé par le demi-frère de Kubera, Ravana. Ravana sera tué par Rāma, le septième avatar du dieu Vishnou.
Le Ramayana mentionne le Pont d'Adam, entre l'Inde et le Sri Lanka, qui aurait été créé par Rama, avec l'aide du dieu Hanumān.

### Guerres hindouisme contre bouddhisme
Pendant l'antiquité jusqu'à la colonisation portugaise des cotes de Ceylan, les bouddhistes et les hindouistes se faisaient régulièrement la guerre.

## Temples
Il y a 5 temples hindouistes majeurs au Sri Lanka, les Pancha Ishwarams (en) :
| Pancha Ishwarams       | Pancha Ishwarams |
| Temple                 | Ville            |
| ---------------------- | ---------------- |
| Temple de Ketheeswaram | Mannar           |
| Temple de Koneswaram   | Trincomalee      |
| Temple de Munneswaram  | Puttalam         |
| Temple de Naguleswaram | Jaffna           |
| Temple de Tenavaram    | Matara           |